# Relations entre l'Arabie saoudite et le Canada
Les relations entre l'Arabie saoudite et le Canada sont les relations entre l'Arabie saoudite et le Canada. Les deux pays partagent des liens économiques importants ; l'Arabie saoudite est le deuxième partenaire économique du Canada dans la zone du Moyen-Orient. Les liens entre les deux pays ont été renforcés en février 2014 avec l'achat d'armes canadiennes par l'Arabie saoudite pour une valeur de 15 milliards de dollars canadiens.
Une crise diplomatique débute en août 2018 entre les deux pays,. Outre le renvoi de l'ambassadeur du Canada d'Arabie saoudite, l'une des conséquences est l'arrêt du programme d'échange universitaire permet à 16 000 étudiants saoudiens de passer une partie de leur scolarité supérieure au Canada,.

## Visite diplomatique
En avril 2000, le premier ministre canadien Jean Chrétien effectue une visite d'état en Arabie saoudite.

## Relations économiques
L'Arabie saoudite est le 17e partenaire économique du Canada. L'Arabie saoudite et le Canada importe réciproquement pour 1,5 milliard de dollars de biens en 2015 selon la Banque mondiale,. De la fin de 2012 jusqu'à la mi-2018, l'Arabie saoudite est le deuxième partenaire économique du Canada dans la zone du Moyen-Orient.

## Relations militaires
Pendant la guerre du Golfe, les forces saoudienne et canadienne coopèrent avec les forces de la coalition pour réprimer l'invasion du Koweït et l'avancement de l'armée irakienne. En février 1991, le Canada ouvre un hôpital de campagne en Arabie saoudite dans le village de Qaisumah, situé dans le nord-est du pays, pour soigner les troupes de la coalition et les troupes irakiennes.
Les deux pays concluent en février 2014 pour une vente de 15 milliards de dollars canadiens de matériel militaire canadien à l'Arabie saoudite. Selon CBC, le contrat de vente comprend 928 VBL III en particulier un modèle connu sous le nom de LAV-6. L'accord comprend aussi une assistance technique de 14 ans. Ce contrat fait de l'Arabie saoudite le 2e pays d'importateur d'armes canadiennes après les États-Unis. Les premières livraisons ont été faites en 2017 à l'Arabie saoudite selon CBC. Le contrat de vente a été critiqué par la classe politique canadienne qui s'inquiétait du détournement des armes par l'Arabie saoudite, avec de possibles violations des droits de l'homme, notamment envers la minorité chiite,. En 2017, le Canada a exprimé sa « vive préoccupation » sur la possible utilisation des véhicules blindés légers vendus dans des opérations de répression dans l'est de l'Arabie saoudite.

## Crise diplomatique d'août 2018
En août 2018, les relations entre l'Arabie saoudite et le Canada se tendent ; la ministre canadienne des affaires étrangères Chrystia Freeland a exprimé de « grave préoccupation » après l'arrestation d'activistes saoudiens dont Samar Badawi et a appelé l'Arabie saoudite à « les libérer immédiatement ainsi que tous les autres activistes pacifistes des droits humains »,. Le ministre saoudien des affaires étrangères Adel al-Joubeir a dénoncé l'« attaque » et une « ingérence » du Canada. L'Arabie saoudite a décidé de sanctionner le Canada en expulsant l'ambassadeur canadien et de geler les nouveaux projets commerciaux et d'investissements, ainsi que de  rapatrier les étudiants saoudiens présents au Canada. L'Arabie saoudite a mis fin aux programmes de traitement médicaux de ses citoyens au Canada. Autre répercussion, la compagnie aérienne Saudia a suspendu ses vols à destination de Toronto.